# The One That Got Away
«The One That Got Away» — шостий та фінальний сингл третього студійного альбому американської поп-співачки Кеті Перрі — «Teenage Dream». В США сингл вийшов 4 жовтня 2011. Пісня написана Кеті Перрі, Dr. Luke та Максом Мартіном; спродюсована Dr. Luke та Максом Мартіном. Музичне відео зрежисоване Floria Sigismondi; прем'єра музичного відео відбулась у листопаді 2011.

## Музичне відео
11 листопада 2011 відбулася прем'єра відеокліпу. Відеокліп зрежисовано Флорією Сігізмунді (Floria Sigismond).

## Список композицій
- Цифрове завантаження[1]

1. "The One That Got Away" – 3:47

- Промо-CD-сингл[2]

1. "The One That Got Away" (Radio Mix) – 3:49
2. "The One That Got Away" (Instrumental) – 3:49

- Цифрове завантаження – із B.o.B

1. "The One That Got Away" (featuring B.o.B) – 4:22

- Цифрове завантаження – акустична версія

1. "The One That Got Away" (акустична версія) – 4:18

- Цифрове завантаження – міні-альбом із реміксами

1. "The One That Got Away" (7th Heaven Club Mix) – 8:03
2. "The One That Got Away" (Mixin Marc & Tony Svejda Peak Hour Club Mix) – 5:44
3. "The One That Got Away" (R3hab Club Mix) – 5:49
4. "The One That Got Away" (Plastic Plates Club Mix) – 6:05
5. "The One That Got Away" (Tommie Sunshine & Disco Fries Club Mix) – 6:22

- Цифрове завантаження – міні-альбом із реміксами[3]

1. "The One That Got Away" (7th Heaven Club Mix) – 8:03
2. "The One That Got Away" (7th Heaven Dub Mix) – 6:04
3. "The One That Got Away" (7th Heaven Mixshow Edit) – 5:51
4. "The One That Got Away" (7th Heaven Radio Mix) – 4:27
5. "The One That Got Away" (JRMX Club Mix) – 8:12
6. "The One That Got Away" (JRMX Mixshow Edit) – 6:31
7. "The One That Got Away" (JRMX Radio Edit) – 4:19
8. "The One That Got Away" (Mixin Marc & Tony Svejda Peak Hour Club Mix) – 5:44
9. "The One That Got Away" (Mixin Marc & Tony Svejda Mixshow Edit) – 4:43
10. "The One That Got Away" (Mixin Marc & Tony Svejda Radio Edit) – 3:53

## Чарти
Тижневі чарти
| Чарт (2011-2012)                           | Місце |
| ------------------------------------------ | ----- |
| Australian Singles Chart                   | 27    |
| Austrian Singles Chart                     | 19    |
| Belgium (Ultratop 50 Flanders) (Фландрія)  | 33    |
| Belgium (Ultratop 50 Wallonia) (Валлонія)  | 44    |
| Hot 100 Airplay                            | 27    |
| Hot Pop Songs                              | 10    |
| Canada (Canadian Hot 100)                  | 2     |
| Czech Republic (Rádio Top 100)             | 47    |
| France French Singles Chart                | 30    |
| Germany German Singles Chart               | 34    |
| Hungary (Rádiós Top 40)                    | 3     |
| Irish Singles Chart                        | 13    |
| Italian Singles Chart                      | 39    |
| Japan Japanese Singles Chart               | 62    |
| Netherlands Dutch Top 40                   | 21    |
| New Zealand Recorded Music NZ              | 12    |
| Romania (Romanian Top 100)                 | 75    |
| Scotland (Official Charts Company)         | 17    |
| Slovakia (Rádio Top 100)                   | 7     |
| South Korea International Chart            | 2     |
| Spanish Singles Chart                      | 42    |
| Airplay Chart                              | 8     |
| Swiss Singles Chart                        | 33    |
| UK Singles (Official Charts Company)       | 18    |
| US Billboard Hot 100                       | 3     |
| US Adult Contemporary (Billboard)          | 5     |
| US Adult Top 40 (Billboard)                | 1     |
| US Dance Club Songs (Billboard)            | 1     |
| US Mainstream Top 40 (Billboard)           | 1     |
| US Rhythmic (Billboard)                    | 19    |
| Venezuela Pop Rock General (Record Report) | 5     |

## Продажі
| Країна                | Сертифікація (таблиця продажів та сертифікатів) | Продажі    |
| --------------------- | ----------------------------------------------- | ---------- |
| Австралія (ARIA)      | 2× Платина                                      | +140,000   |
| Канада (CRIA)         | 2× Платина                                      | +160,000   |
| Італія (FIMI)         | Золото                                          | +15,000    |
| Мексика (AMPROFON)    | Золото                                          | +30,000    |
| Нова Зеландія (RIANZ) | Золото                                          | +7,500     |
| Південна Корея        |                                                 | 285,939    |
| Британія (BPI)        | Золото                                          | +325,000   |
| США (RIAA)            | 4× Платина                                      | +2,800,000 |

## Історія релізів
| Країна          | Дата           | Формат                              | Версія                  |
| --------------- | -------------- | ----------------------------------- | ----------------------- |
| Австралія       | 4 жовтня 2011  | CHR, Nights, AC airplay             | Альбомна версія         |
| США             | 11 жовтня 2011 | Mainstream та Rhythmic airplay      | Альбомна версія         |
| США             | 31 жовтня 2011 | Hot/Modern/AC airplay               | Альбомна версія         |
| Світ            | 2 грудня 2011  | Цифровий міні-альбом із реміксами   | Альбомна версія         |
| Велика Британія | 4 грудня 2011  | Цифровий міні-альбом із реміксами   | Альбомна версія         |
| США             | 6 грудня 2011  | Цифровий міні-альбом із реміксами   | Альбомна версія         |
| США             | 15 грудня 2011 | Top 40/Mainstream та Rhythmic radio | Ремікс із B.o.B         |
| Світ            | 20 грудня 2011 | Цифрове завантаження                | Ремікс із B.o.B         |
| Світ            | 16 січня 2012  | Цифрове завантаження                | Акустична сольна версія |